# Otisco (Nowy Jork)
Otisco – miasto w Stanach Zjednoczonych, w stanie Nowy Jork, w hrabstwie Onondaga.